# Speak English or Die
Speak English or Die est le premier album du groupe de crossover thrash Stormtroopers of Death (S.O.D.), sorti en 1985.

## Pistes
1. March of the S.O.D. – 1:27
2. Sargent D and the S.O.D. – 2:23
3. Kill Yourself – 2:11
4. Milano Mosh – 1:32
5. Speak English or Die – 2:24
6. United Forces – 1:53
7. Chromatic Death – 0:43
8. Pi Alpha Nu – 1:09
9. Anti-Procrastination Song – 0:06
10. What's that Noise – 1:00
11. Freddy Krueger – 2:32
12. Milk – 1:54
13. Pre-Menstrual Princess Blues – 1:20
14. Pussy Whipped – 2:14
15. Fist Banging Mania – 2:04
16. No Turning Back – 0:52
17. Fuck the Middle East – 0:27
18. Douche Crew – 1:35
19. Hey Gordy! – 0:07
20. Ballad of Jimi Hendrix – 0:05
21. Diamonds and Rust (Extended Version) – 0:05

## Musiciens
- Billy Milano : chant
- Scott Ian : guitare, backing vocals
- Dan Lilker : basse, backing vocals
- Charlie Benante : batterie, guitare solo sur United Forces